# Блэкетт, Патрик Мейнард Стюарт
Барон Па́трик Мэ́йнард Стю́арт Блэ́кетт (англ. Patrick Maynard Stuart Blackett; 18 ноября 1897, Лондон — 13 июля 1974, Лондон) — английский физик, лауреат Нобелевской премии по физике.

## Краткая биография
Патрик Мейнард Стюарт Блэкетт посещал Королевский военно-морской колледж в Осборн-хаусе и начал свою военную карьеру в 1914 году в качестве мичмана. Во время первой мировой войны он принимал участие в Фолклендском бою и в Ютландском сражении. После войны он уволился с военной службы в чине лейтенанта и приступил в Кембриджском университете к изучению физики, которое он завершил в 1921 году с дипломом бакалавра. После учёбы он остался сперва в Королевском колледже в Кембридже (с перерывом на 1924/1925 гг. в Гёттингене), затем, в 1933 году, он стал профессором в Колледже Биркбак Лондонского университета. В 1937 году он перешёл в Манчестерский университет и перенял там кафедру у У. Л. Брэгга, который в свою очередь, перенял кафедру у Резерфорда.
К началу второй мировой войны Блэкетт присоединился к приборному отделению учреждения королевских ВВС и в начале 1940 года был назначен научным советником маршала ВВС Жуберта, руководившего обороной побережья. Там он занимался аналитическим изучением противолодочной войны и создал сильную исследовательскую группу. В том же году он стал управляющим морскими операционными исследованиями адмиралтейства, где он продолжил заниматься борьбой с подводными лодками, а также прочими операциями ВМС. В продолжение этого года он был прикреплён к генералу Пайлу в качестве научного советника и основал при нём новую область — исследование операций, в которой проводился научный анализ работы штаба. Во время налётов немецкой авиации он был ответственен за подготовку и использование воздушной защиты.
В 1953 году Блэкетт стал деканом физического факультета имперского научно-технологического колледжа в Лондоне. После ухода на пенсию он остался в колледже, который сегодня носит его имя, в качестве профессора физики и проректора. С 1965 по 1970 годы Блэкетт был президентом Лондонского королевского общества.
По своим политическим убеждениям Блэкетт был социалистом и поддерживал Лейбористскую партию, хотя и считался в последней «чересчур левым». Он выступал против разработки Великобританией собственного ядерного оружия, за интернационализм, деколонизацию и поддержку развивающихся стран. В 1947 году он встречался с Джавахарлалом Неру, чтобы высказать свою поддержку независимости Индии. Ещё на заре деколонизации Блэкетт требовал, чтобы Великобритания тратила не менее 1 % своего ВВП на экономическое развитие стран «Третьего мира». Он возглавил приближённую к лейбористам группу учёных, разрабатывавших предложения в научно-технологической сфере; идеи Блэкетта стали основой для создания Министерства технологии, существовавшего в правительстве Гарольда Вильсона.
В 1924 году Блэкетт женился на Констанце Байон. У них родились сын и дочь.

## Научные труды
По окончании учёбы Блэкетт занялся исследованиями в камере Вильсона. Уже в 1924 году ему удалось сделать первые снимки превращения азота в изотоп кислорода. В 1932 году он сконструировал вместе с Джузеппе Оккиалини камеру Вильсона, запускаемую совпадением двух событий от счётчиков Гейгера, расположенных сверху и снизу камеры, с тем, чтобы исследовать космическое излучение. В 1933 году он подтвердил открытие позитрона и смог кроме того доказать существование ливней электронов и позитронов. Так как в нормальной материи не содержится позитронов, он развил, на основе теории Поля Дирака, концепцию рождения пар — рождения пары частица-античастица за счёт гамма-излучения. Кроме того ему удалось экспериментально доказать наличие обратного процесса — аннигиляции.
После второй мировой войны он занимался космическим излучением, а именно рассуждениями об изотропности космического излучения и истоках межзвёздного космического магнитного поля. Эти исследования, которые расходились с современным ему состоянием науки, привели его к исследованию истории магнитного поля Земли и намагничивания пород. Результаты его исследований, совместно с результатами других учёных, послужили сильным доказательством для теории дрейфа континентов Альфреда Вегенера и Александра де Туа.
В 1948 году Блэкетт был награждён Нобелевской премией по физике «за усовершенствование метода камеры Вильсона и сделанные в связи с этим открытия в области ядерной физики и космической радиации».
Блэкетт является автором книги Военные и политические последствия атомной энергии (1948 г.; американское название: Страх, Война и Бомба, 1949)

## Награды
- Кельвиновская лекция, 1939
- Бейкеровская лекция, 1939
- Королевская медаль, Лондонское королевское общество, 1940
- Медаль и премия Гутри, 1940
- Американская медаль за заслуги (за исследовательские работы в связи с противолодочной войной), 1946
- Нобелевская премия по физике, 1948
- Медаль и премия Резерфорда, 1954
- Мемориальные лекции Вейцмана, 1954
- Медаль Копли, 1956
- В честь Патрика Блэкетта в 1979 г. назван кратер на Луне.